# 暴れん坊将軍シリーズの登場人物
この項目では、テレビ朝日系列局で放送されていた連続テレビドラマ『暴れん坊将軍』シリーズに登場したレギュラー(および準レギュラー)人物を列挙する。なお、実在人物については、史実と異なる部分もあるため、各登場人物の項を参照されたい。

## 徳川吉宗
演：松平健 / 出演シリーズ：全作
本作の主人公。江戸幕府の徳川将軍家8代目。独身。
将軍就任直後から江戸市中に出た際には身分を隠し「（貧乏）旗本の三男坊、徳田新之助」あるいは「天下の風来坊」を名乗り、町火消し“め組”の居候として振舞う。「誰だ」と聞かれるたびに誇らしげに「貧乏旗本の三男坊」と境涯を語るが、この不自然な自己紹介や、それと裏腹の華麗な着物や高価そうな刀といった矛盾した出で立ちが指摘されることは決してない。貧乏旗本の三男坊と称するため、部屋住みの冷や飯食いと相手に思われることも多い。
め組の人々からは「新さん」「新の字」等と呼ばれる（I初期は「徳田の旦那」）。新之助は独身で市中の女性に大変人気がある。当初は、政治改革を決意し、理想に燃えながらも世間知らずな面が目立ち、自分の未熟さを恥じることが多かったが、同時に様々な改革を打ち出して成長していく。
幼名は源六。
“とくだしんのすけ”の名は実際に用いられたものであり、「新之助」の名は元服の際につけたものだが、姓は「徳田」ではなく「得田」だった。これは吉宗が庶子で母の家柄も低かったため、幼時に家臣の得田家へ養子に出されたことによる。ごく稀にゲストが「旗本に徳田という家はない」ことに気づき、正体を訝しがられるパターンもある。
使う剣術は将軍家御止め流「柳生新陰流」。その太刀筋や刀に刻印された三つ葉葵から、目利きの剣士や悪党が将軍家関係者と見破る時もある。柳生新陰流の特徴は無形の位にあり、無造作に刀をだらりと下げた一見隙だらけの構えからの自由な剣さばきを特色とする。
剣術以外にも琉球空手や伊賀忍術、他派剣術や南蛮のガトリング砲、アームストロング砲等の西洋兵器などにも詳しい。しかし現実の日本はこの当時鎖国しており、交易のあったオランダ・清国以外の外国の人物や兵器が登場するのは幕末が舞台でない時代劇では珍しい設定である。

## 大岡忠相
（演：横内正、出演シリーズ：吉宗評判記 - VII/ 宮崎嗣久、出演シリーズ：IV/ 田村亮、出演シリーズ：VIII - 2004年SP/ 岡田翔太、出演シリーズ：VIII/ 平井亮裕、出演シリーズ：第12シリーズ/ 大和田伸也、出演シリーズ：2008年SP・CR新暴れん坊将軍/ 勝村政信、出演シリーズ：新）
江戸南町奉行。第1話は普請奉行の要職に就いていたが、南町奉行松本甲斐守の悪事露見と切腹により、南町奉行に拝命される。吉宗の市中徘徊には「爺」ほど反対しなくなっているが、トラブルがあると苦言を呈することがある。城内だけでなく南町奉行所で捜査の報告をすることも多い。武士にありがちな高慢な態度等をとることはなく、町人・農民などに対しても平等に接するので人望は厚く、南町奉行所には管轄外の村から陳情に来る者も多い。
吉宗からの信任が厚いため、御庭番や独自に抱える隠密を指揮し、江戸町奉行の権限外である幕臣や諸藩の不正にも目を光らせている。厳しい取り締まりに反撃を企む盗賊や、吉宗による重用を妬んだ幕臣から、暗殺・失脚工作の対象としてしばしば狙われる。剣術にも秀で、時折、江戸城内で吉宗と剣術の稽古を行ったり、吉宗と共に敵と戦ったりすることもある。
南町奉行に拝命された際、それまでの南町奉行松本甲斐守が行ったことが伝えられていなかったため、投獄中の人物を、存在を知らないまま死亡させてしまったことがあり、後に悪役によって暗殺・失脚工作に利用された。

## め組
辰五郎（演：北島三郎、出演シリーズ：吉宗評判記 - 第12シリーズ/ 堺正章、出演シリーズ：2008年SP/ 生瀬勝久、出演シリーズ：新）
め組の初代頭、駿府からおさいと共に出てきたという設定（III第35話より）、後に町火消肝煎、江戸町火消総元締となる。
火消しになる前は鳶で、「鳶辰」と書かれた羽織を着ていた。まため組は江戸一番の町火消と言われている。
吉宗とはかつて「酔って殴り合いの喧嘩をした」仲であり、以降親しくなったとされている。
腕と度胸は天下一品で、吉宗が庶民の目から助言が欲しい時には、幕閣の重臣を差し置いて、辰五郎に相談する事も多い。また、素手でも刀を持った侍を一対一なら倒す程の腕前を持っている。火消しの道具の鳶口を持っていれば、数人相手でも有利に立ち回る程である。実際、ラストに悪人の屋敷に乗り込む際、同行した事もある。
演じる北島のスケジュールの都合で登場しない話もある。この場合は、上方（大阪）出張や大山参りなどの設定となっている。
おさい（演：春川ますみ、出演シリーズ：吉宗評判記 - II/ 浅茅陽子、出演シリーズ：III - V/ 坂口良子、出演シリーズ：VI - VII・CR新暴れん坊将軍/ 岡本麗、出演シリーズ：2008年SP/ 高島礼子、出演シリーズ：新）
辰五郎の女房。
源三（演：園田裕久、出演シリーズ：吉宗評判記 - II）
め組結成の際に小頭を任された。
常（演：阿波地大輔、出演シリーズ：吉宗評判記 - II）

鉄（演：井上茂、出演シリーズ：吉宗評判記 - II）

おまち（演：岐邑美沙子、出演シリーズ：吉宗評判記 - II）
辰五郎の妹。
龍虎（演：龍虎、出演シリーズ：吉宗評判記 - II・V）

久（演：谷崎弘一、出演シリーズ：吉宗評判記 - II）

津川文之進（演：堤大二郎、出演シリーズ：II）

六（演：斉藤弘勝(旧芸名：さとう弘)、出演シリーズ：II）

半次郎（演：佐藤B作、出演シリーズ：III）
小頭。
才次（演：真砂京之介、出演シリーズ：III…当時は真砂皓太）

常吉（演：白井滋郎、出演シリーズ：III - VII）

虎造（演：和泉史郎、出演シリーズ：III）

伊助（演：斉藤弘勝、出演シリーズ：III - V）

六太（演：原亮介、出演シリーズ：III - IV）

お葉（演：伊藤つかさ、出演シリーズ：III - V）
半次郎の妹。
おちよ（演：田中綾子、出演シリーズ：III - VII）
辰五郎の姪。
おはる（演：山本真由美、出演シリーズ：III - IV）
め組の住み込み。
源八（演：大石源吾、出演シリーズ：III - IV）

紋次郎（演：渡辺篤史、出演シリーズ：IV）
小頭。
安次郎（演：小野ヤスシ、出演シリーズ：V）
小頭。
源次（演：真砂京之介、出演シリーズ：V - 800回SP…当時は真砂皓太）

綱八（演：嶋広史、出演シリーズ：V）

おつる（演：周栄良美、出演シリーズ：V）

卯之吉（演：六代目三遊亭円楽、出演シリーズ：VI - VII…当時は三遊亭楽太郎）
小頭。
凡平（演：角巻信彦、出演シリーズ：VI）

おかる（演：秦由圭、出演シリーズ：VI）

三平（演：安藤一人、出演シリーズ：VII）

長次郎（演：山本譲二、出演シリーズ：VIII - 800回SP）
肝煎となった辰五郎に代わって組頭に就任。
おぶん（演：生稲晃子、出演シリーズ：VII - 800回SP）
「女一心太助」を自称する魚売り。「VII」第1話で父だった仏の文吉を失ったのを機に忠相から十手を仰せつかり岡っ引きを兼業。「VIII」第1話で大店に嫁ぐことになっていたが、長次郎の心意気に打たれ、生まれた子供をその大店の跡取りにするという条件付きで長次郎と夫婦になり、め組のおかみとして夫を支える。
駒三（演：西川潤、出演シリーズ：VIII）

忠太（演：木下通博、出演シリーズ：VIII - 800回SP）

佐渡吉（演：田井克幸、出演シリーズ：VIII - 800回SP）

虎松（演：福山龍次、出演シリーズ：VIII）

(名前不詳)（演：神大介、出演シリーズ：第9シリーズ）

簑助（演：長田昭彦、出演シリーズ：第十部 - 800回SP）

栄五郎（演：松村雄基、出演シリーズ：第11シリーズ - 2004年SP・CR新暴れん坊将軍）
11シリーズからの組頭。「CR新暴れん坊将軍」では、おさい(坂口)の弟という設定が付けられている。
峰次（演：中野英雄、出演シリーズ：第11シリーズ - 2003年SP）
小頭。
仙太（演：長田昭彦、出演シリーズ：第11シリーズ - 2004年SP）

歳松（演：上野秀年、出演シリーズ：第11シリーズ - 2004年SP）

お杏（演：いしのようこ、出演シリーズ：第11シリーズ - 2004年SP）
栄五郎の妹。
もも（演：内堀美咲、出演シリーズ：第11シリーズ - 2004年SP）
お杏の娘。

## 御側御用取次
加納五郎左衛門(演：有島一郎、出演シリーズ：吉宗評判記 - II/ 伊東四朗、出演シリーズ：2008年SP/ 小野武彦、出演シリーズ：新)
紀州に居た頃からの吉宗の世話役で、吉宗からは「じい」と呼ばれる。史実の御側御用取次には加納久通がいる。
田之倉孫兵衛(演：船越英二、出演シリーズ：III - VII)

宍戸官兵衛(演：高島忠夫、出演シリーズ：VIII - 第9シリーズ第15話)

有馬彦右衛門(演：名古屋章、出演シリーズ：第9シリーズ第16話 - 2003年SP/ 平泉成、出演シリーズ：CR新暴れん坊将軍)
史実の御側御用取次には有馬氏倫がいる。
横川勘十郎(演：神山繁、出演シリーズ：2004年SP)

## 御庭番
藪田助八（演：宮内洋、出演シリーズ：吉宗評判記第1話 - 第87話）
史実の御庭番には薮田定八がいる。
おその（演：夏樹陽子、出演シリーズ：吉宗評判記）

大月半蔵（演：和崎俊哉、出演シリーズ：吉宗評判記第88話 - 第207話）

木葉才蔵（演：荒木しげる、出演シリーズ：II…当時は荒木茂）

さぎり（演：朝加真由美、出演シリーズ：II）

左源太（演：三ツ木清隆、出演シリーズ：III第1話 - 第57話）

疾風（演：菅野玲子、出演シリーズ：III第1話 - 第73話）

才三（演：五代高之、出演シリーズ：III第57話 - V）

梢（演：高島礼子、出演シリーズ：III第74話 - 第129話）

茜（演：入江麻友子、出演シリーズ：IV - V）

速水左平次（演：若松俊秀、出演シリーズ：VI）

小雪（演：安藤あき子、出演シリーズ：VI - VII…当時は安藤晃子）

桐原佐助（演：松元信太朗、出演シリーズ：VII…当時は池谷太郎）

十文字隼人（演：大森貴人、出演シリーズ：VIII - 2003年SP/ 瀬野和紀、出演シリーズ：CR新暴れん坊将軍）

あやめ（演：大竹一重、出演シリーズ：VIII）

皐月（演：東風平千香、出演シリーズ：第9シリーズ）

渚（演：山口香緒里、出演シリーズ：第十部 - 800回SP）

あざみ（演：松永香織、出演シリーズ：第11シリーズ - 2003年SP/ 別府あゆみ、出演シリーズ：CR新暴れん坊将軍）

五郎太（演：篠塚勝、出演シリーズ：2004年SP）

楓（演：村井美樹、出演シリーズ：2004年SP）

佐助（演：松田悟志、出演シリーズ：2008年SP）

蛍（演：楊原京子、出演シリーズ：2008年SP…当時は松永京子）

八兵衛（演：浜田学、出演シリーズ：新）

こはる（演：中島亜梨沙、出演シリーズ：新）

## 吉宗周辺
お由利の方(浄円院)（演：丹阿弥谷津子、出演シリーズ：吉宗評判記/ 中村玉緒、出演シリーズ：吉宗評判記 - V・第9シリーズ - 第12シリーズ・2004年SP・2008年SP）
吉宗の生母。紀州藩主との間に吉宗を授かったが身分が低かったため、吉宗と離れ離れにされた過去を持つ（初登場の『評判記』第4話では、吉宗すら「出産直後に死去した」と聞かされており、流浪の身であった）。性格は温厚で時折吉宗の助けた者を匿ったりする等、陰から吉宗に助力している。城での抑圧された生活を拒み、劇中では途中から出家し江戸郊外の深川清涼庵で隠居している。
山田朝右衛門（演：栗塚旭、出演シリーズ：吉宗評判記・III - VII）
浪人。公儀御試御用だったが、自身の葛藤から職務を辞し家族とも別れる。その謎めいた風貌や前歴からめ組や江戸の者たちから"首斬り朝右衛門"と怖れられていたが、吉宗と交流する中で心を開いていき、め組の者達とも親しくなる。め組の頭と同様に徳田新之助が吉宗であると知る数少ない人物である。登場初期は身分を隠し、「一色十郎太」と名乗っていたが、あるきっかけで新之助の正体が吉宗とわかり、正体を現す。
一人娘がいるが、公儀御試御用という前歴の外聞の悪さから仲はあまり良くない。
娘が事件に巻き込まれた後は娘と共に駿府へ出ていき、その後現地で結婚した娘を残し、自分一人で江戸へ戻ってくる。
公儀御試御用をやめた後も「首斬り朝右衛門」の噂は残っており、何かにつけて怯えられることが多い。
足立玄石（演：河合絃司、出演シリーズ：III - V）
小石川養生所医師
室鳩巣（演：芝本正、出演シリーズ：VIII）
儒学者で、女大学・明徳館の学長。徳田新之助の正体を知る数少ない人物の一人。
徳川宗春（演：中尾彬、出演シリーズ：吉宗評判記 - VII/ 成田三樹夫、出演シリーズ：II/ 西岡徳馬、出演シリーズ：VIII - 第9シリーズ/ GACKT、出演シリーズ：新）
尾張藩第7代藩主。吉宗と将軍の座を争って敗れた過去を持ち、表向きは吉宗に臣従しているものの、機会あらば天下を狙っている、一見穏やかそうに見えるが作戦に失敗した部下をあっさりと見捨てるなど冷酷な性格である。吉宗と真剣勝負をし斬られたこともある（命は助かった）。単に「尾張殿」と呼ばれることも多い。
徳川宗直紀州藩第6代藩主で吉宗の従兄弟にあたる。主にスペシャルのとき登場したが、人物が登場せずに名前のみが話の流れの中で登場することもあった。悪人に踊らされて吉宗と敵対することもあった。演じる役者についてはシリーズを通して固定されなかった。I第38話では森次晃嗣、IIIでは小林芳宏、佐久田修が演じた。IXにおいては第26話では伊庭剛が演じ（伊庭が演じるのはIVに続き2度目である）、第34話では名前のみの登場となった。後者では本人が登場して間がない時期に同人自身が非を働いたという設定がなされたためか、紀州藩主就任前の名である頼致が用いられた（ただし第26話においても頼致が藩主就任時に宗直に改名したことは史実のとおり語られている）。
鶴姫（演：中村あずさ、出演シリーズ：VIII）
彦根藩主・井伊直惟の息女で、吉宗の見合い相手。
井伊直惟（演：入川保則、出演シリーズ：VIII）
彦根藩主、鶴姫の父。
徳川光貞（演：楠年明、出演シリーズ：VII）
元・紀州藩主、吉宗の父。
徳川頼職（演：高田智貴、出演シリーズ：V）…劇中では長七。
元・紀州藩主、吉宗の三兄。
徳川宗直（演：森次晃嗣、出演シリーズ：吉宗評判記 - II/ 小林芳宏・佐久田脩、出演シリーズ：III/ 伊庭剛、出演シリーズ：IV・第9シリーズ/ 三ツ木清隆、出演シリーズ：VI/ 加門良、第12シリーズ）
紀州藩主、吉宗の父方の従兄弟。
青木昆陽（演：左右田一平、出演シリーズ：吉宗評判記/ 益岡徹、出演シリーズ：III）…劇中では青木文蔵。

徳川家重（演：西畑大吾、出演シリーズ：新）
吉宗の嫡男。身体障碍は鍛錬である程度克服しており、江戸言葉（べらんめえ口調）であれば会話できるほか、左腕のみでレイピアを模した短剣を扱う。市井に赴く際は、商家の三男坊「徳長福太郎（とくなが とみたろう）」を名乗る。

徳川宗武（演：駒木根葵汰、出演シリーズ：新）
吉宗の次男、田安家当主。